# Jordi Aristí
Jordi Aristí (en llatí Georgius Aristinus) fou un historiador grec quasi desconegut. Fou esmentat com autoritat per Josep bisbe de Modon durant el concili de Florència del 1439, en el que deixava constància de què la paraula "filioque" al credo de Nicea es va afegir poc després del Concili de Constantinoble el 381 en temps del papa Damas I i no existia abans, com esgrimia el bisbe Marc d'Efes.